# Mount McGregor
Mount McGregor är ett berg i Antarktis. Det ligger i Östantarktis. Australien gör anspråk på området. Toppen på Mount McGregor är 1 676 meter över havet, eller 643 meter över den omgivande terrängen. Bredden vid basen är 6,0 km.
Terrängen runt McGregor är varierad. Trakten är obefolkad. Det finns inga samhällen i närheten. 